# Vụ án mặt nạ chì

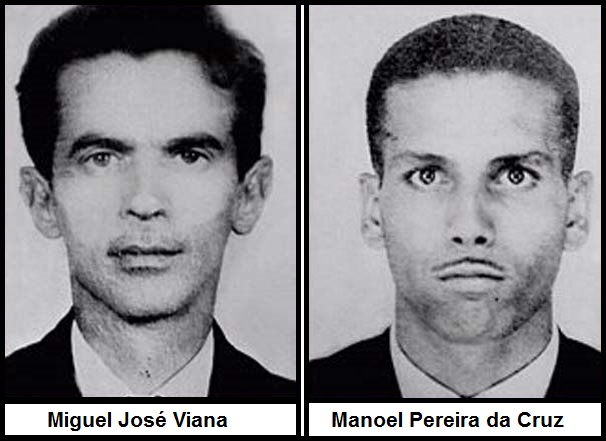
Chân dung Miguel José Viana và Manoel Pereira da Cruz

Vụ án mặt nạ chì (tiếng Bồ Đào Nha: Mistério das máscaras de chumbo) liên quan đến một loạt sự kiện dẫn đến cái chết của hai kĩ sư điện tử người Brasil tên là Manoel Pereira da Cruz và Miguel José Viana, bọn họ đều được gia đình nhìn thấy lần cuối vào ngày 17 tháng 8 năm 1966. Thi thể của họ được phát hiện vào ngày 20 tháng 8 năm 1966 và nguyên nhân cái chết của họ chưa bao giờ được xác định rõ ràng.

## Sự kiện
Chiều ngày 20 tháng 8 năm 1966, một cậu bé đang thả diều trên Morro do Vintém (Đồi Vintém) ở Niterói, Rio de Janeiro, thì phát hiện thi thể của hai người đàn ông đã chết và bèn tới trình báo chính quyền. Morro do Vintém có địa hình khó khăn và cảnh sát không thể tiếp cận được những thi thể này cho đến ngày hôm sau. Khi một nhóm nhỏ cảnh sát và lính cứu hỏa vừa đặt chân đến nơi đây, họ liền gặp phải một cảnh tượng kỳ lạ: hai thi thể nằm cạnh nhau, một phần bị cỏ che phủ. Mỗi thi thể đều mặc bộ đồ trang trọng, đeo mặt nạ chì che kín mặt và mặc áo khoác chống thấm nước. Không có dấu hiệu chấn thương nghiêm trọng hoặc bất kỳ bằng chứng nào về một cuộc vật lộn. Bên cạnh hai thi thể, cảnh sát tìm thấy một chai nước rỗng và một gói đồ chứa hai chiếc khăn tắm. Một cuốn sổ nhỏ cũng được xác định có viết những dòng chỉ dẫn khó hiểu, "16:30 estar no local determinado. 18:30 ingerir cápsulas, após efeito proteger metais aguardar sinal mascara" ('16 giờ 30 phút có mặt tại địa điểm quy định. 18 giờ 30 phút uống viên nang, sau tác dụng bảo vệ kim loại thì chờ mặt nạ tín hiệu').
Hai thi thể nêu trên được nhận dạng là Manoel Pereira da Cruz và Miguel José Viana, vốn là hai kỹ sư điện tử đến từ Campos dos Goytacazes, một thị trấn cách Rio de Janeiro vài km về phía đông bắc. Sau một cuộc điều tra, cảnh sát đã dựng lại câu chuyện hợp lý về những ngày cuối cùng của bọn họ. Vào ngày 17 tháng 8, Cruz và Viana liền rời khỏi Campos dos Goytacazes với mục đích là họ cần mua một số vật liệu cho công việc của mình. Sau đó, cả hai lên xe buýt đi tới Niterói và đến nơi lúc 2 giờ 30 phút chiều (14 giờ 30 phút trong 24 tiếng). Bằng chứng cho thấy áo khoác chống thấm nước được mua tại một cửa hàng ở đó cùng chai nước từ quán bar địa phương. Khi được phỏng vấn, cô phục vụ quán bar bèn mô tả Miguel trông "rất lo lắng" và nhận thấy anh ta thường xuyên kiểm tra đồng hồ. Đó là lần cuối cùng người ta biết họ còn sống; người ta cho rằng họ đã đi thẳng từ quán bar đến chỗ họ bị giới chức phát hiện.
Không có vết thương rõ ràng nào được phát hiện tại hiện trường, cũng như khi khám nghiệm tử thi diễn ra vài tuần sau đó. Văn phòng điều tra viên lúc đó rất bận rộn, và khi công tác khám nghiệm tử thi cuối cùng được tiến hành, nội tạng của hai nạn nhân đã bị phân hủy quá nặng để toán điều tra viên có thể kiểm tra một cách đáng tin cậy. Vì sự chậm trễ này nên việc xét nghiệm các chất độc hại đã không được tiến hành kỹ càng.

## Giả thuyết
Có nhiều giả thuyết được đưa ra để giải thích trường hợp này, từ trò gian lận cho đến UFO. Một giả thuyết xoay quanh lời khai từ một người bạn của hai người này, anh ta cho rằng họ là thành viên thuộc một nhóm "nhà tâm linh khoa học". Giả thuyết này cho rằng bọn họ dường như đang cố gắng liên lạc với người ngoài hành tinh hoặc linh hồn bằng cách sử dụng thuốc gây ảo giác; tin rằng cuộc chạm trán như vậy sẽ đi kèm với ánh sáng chói mắt, cả hai đã cắt và đeo mặt nạ kim loại hòng che mắt mình. Cuối cùng cả hai đều chết vì dùng thuốc quá liều cùng một lúc. Lời tường thuật này được chứng thực bằng mục nhật ký bí truyền được tìm thấy tại hiện trường cũng như các vật liệu làm mặt nạ và tài liệu liên quan đến linh hồn được tìm thấy tại nhà của hai người này.